# Ken Iwao
Ken Iwao (岩尾 憲 Iwao Ken?), född 18 april 1988 i Gunma prefektur, är en japansk fotbollsspelare.
Iwao började sin karriär 2011 i Shonan Bellmare. 2015 flyttade han till Mito HollyHock. 2016 flyttade han till Tokushima Vortis.